# Internetcensuur in China
In de Volksrepubliek China is er sprake van internetcensuur, uitgevoerd door de overheid. In China worden verschillende sites geblokkeerd, omdat ze niet overeenkomen met de kijk op de wereld van de Chinese overheid, bijvoorbeeld wat Taiwan of Tibet betreft. Het mechanisme achter het censureren van websites wordt in en buiten China als de Great Firewall of China aangeduid.

## Online blokkades
In onder meer juli 2008 werd de Engelstalige Wikipedia geblokkeerd. Ook socialemediaplatformen als Facebook worden deels gecensureerd en geblokkeerd door de Chinese overheid. China heeft later zijn censuur op Wikipedia verstrengd. Nadat eerst de versies in het Chinees en het Engels ontoegankelijk waren geworden, werden vervolgens ook alle andere talen geblokkeerd. Eind april 2019 constateerde de Wikimedia Foundation dat Wikipedia niet meer toegankelijk was in China. Onderzoek van dataverkeer wees uit dat de encyclopedie in alle taalversies was geblokkeerd.

## Groene Dam
In 2009 werkte China aan de introductie van de Groene Dam, een verplicht filtersoftwareprogramma dat op alle nieuw verkochte pc's geïnstalleerd moest gaan worden. De Groene Dam zou volgens de Chinese overheid alleen pornografische en gewelddadige websites weren om kinderen te beschermen. Volgens activisten censureerde het programma door Peking ongewenste informatie en verder discussieforums over homoseksualiteit en links naar verboden websites over bijvoorbeeld de veertiende dalai lama en de Tibetaanse diaspora.

## Hongkong 2019
Na het begin van de protesten in Hongkong in maart 2019 werd dit onderwerp een belangrijk doelwit van de censuur in China. Zoektermen zoals "Hong Kong", "HK" en "uitleveringswet" worden gelinkt aan volledig andere nieuwsberichten en accounts die informatie plaatsen over de demonstraties worden geblokkeerd. Nieuws over de demonstraties wordt vanaf half juni verwijderd of geblokkeerd. Allerlei berichtgevingen van de Chinese staatsmedia zijn volledig onbetrouwbaar. De berichtgeving over de aantallen demonstranten die geschat worden door de pro-Beijingse organisaties en door de politie bleken onbetrouwbaar op grond van vergelijkingen van foto's en het berekenen van de beschikbare ruimte per individu. Terwijl pro-Beijingse demonstraties te hoge schattingen kregen, ontvingen demonstraties tegen de uitleveringswet te lage schattingen.

## Manipulatie
Een andere vorm van censuur is het manipuleren van berichten van staatsmedia. Anno 2019 kochten Chinese staatsmedia ook berichten en advertenties bij westerse (sociale) media. In augustus maakten Twitter en Facebook bijvoorbeeld bekend advertenties te hebben gepubliceerd waar verschillende Chinese staatsmedia voor betaald hadden (waaronder Xinhua). De advertenties waren gericht op gebruikers in Hongkong door "gesponsorde" berichten van Twitter te laten zien. Daarin werd op negatieve wijze gesproken over de demonstraties en Hongkongs economische problemen.
Op 19 augustus 2019 plaatste Twitter een update over nieuwe standaarden voor de advertenties: "Vanaf nu zullen we geen advertenties meer accepteren van staatsmedia … die ofwel financieel of redactioneel door een staat worden gecontroleerd". Ook werd geprobeerd om met ruim een tiental advertenties op Facebook het publiek in de VS aan te spreken. Die bleken betaald door CGTN. YouTube verwijderde op 23 augustus 2019 210 kanalen die samenwerkten om Chinese propaganda over de demonstraties in Hongkong te plaatsen. Bovendien zou YouTube vanaf dat moment aan video's van staatsmedia een label geven om deze video's te herkennen.
Facebook verklaarde door te zullen gaan met het plaatsen van door staatsmedia betaalde advertenties. Een insider bij Facebook zei dat de aankopen van China bij Facebook ieder kwartaal "honderdduizenden dollars" bedroegen. Daarmee was China in 2019 de grootste klant in Azië, en dit terwijl Facebook in China geblokkeerd werd.